# Athanor Akademie
Die Athanor Akademie für Darstellende Kunst Passau ist eine private, staatlich anerkannte Fachakademie in freier Trägerschaft für Schauspiel und Regie. Die Akademie befindet sich in der ehemaligen Grundschule im Passauer Stadtteil Grubweg. Bis zum Sommer 2014 befand sie sich auf der Burg zu Burghausen in Oberbayern. Sie bildet Schauspieler sowie Regisseure in den Fachrichtungen Theater und Film aus. Als Aufführungsorte der Projekte stehen dabei drei großzügige Räumlichkeiten zur Verfügung: der Theatersaal bietet 188 Besuchern Platz, die beiden Studios sind je mit bis zu 60 Plätzen ausgestattet. Die Räumlichkeiten werden auch für die Vorführung von Filmproduktionen und Abschlussfilmen genutzt.

## Ausbildung
Die Ausbildung dauert vier Jahre und findet an fünf Tagen pro Woche statt. Sie endet mit einem staatlich anerkannten Abschluss als Schauspieler oder Regisseur. Wie auch an der Otto-Falckenberg-Schule ist der Abschluss an der Athanor Akademie einem Hochschulabschluss gleichwertig. Der Ausbildungsbeginn ist im Herbst.
Die Ausbildung fußt auf den Säulen Schauspiel und Regie und ist eine strikt künstlerische Ausbildung. Die Zulassung ist an eine ausführliche Aufnahmeprüfung gebunden. Die Ausbildung ist praxisorientiert, es gibt fünf bis acht Aufführungen pro Jahr, zudem zahlreiche Dreharbeiten im Rahmen der Ausbildung.
Die Zusammensetzung des Lehrstoffs folgt einer Gliederung von neun Grundkategorien:
- Spiel
- Dramatischer und filmischer Raum (Bühne, Leinwand, Bildschirm)
- Sprache, Gesang
- Körper (Haltung, Gestus, nonverbale Handlungen)
- Rhythmus und Klang
- Schauspiel
- Inszenieren und Filmen
- Theater- und Film-Ästhetik
- Arbeitsmarktstrukturen

Die monatliche Studiengebühr beträgt 180 Euro, die Ausbildung ist BAföG-berechtigt.

## Geschichte

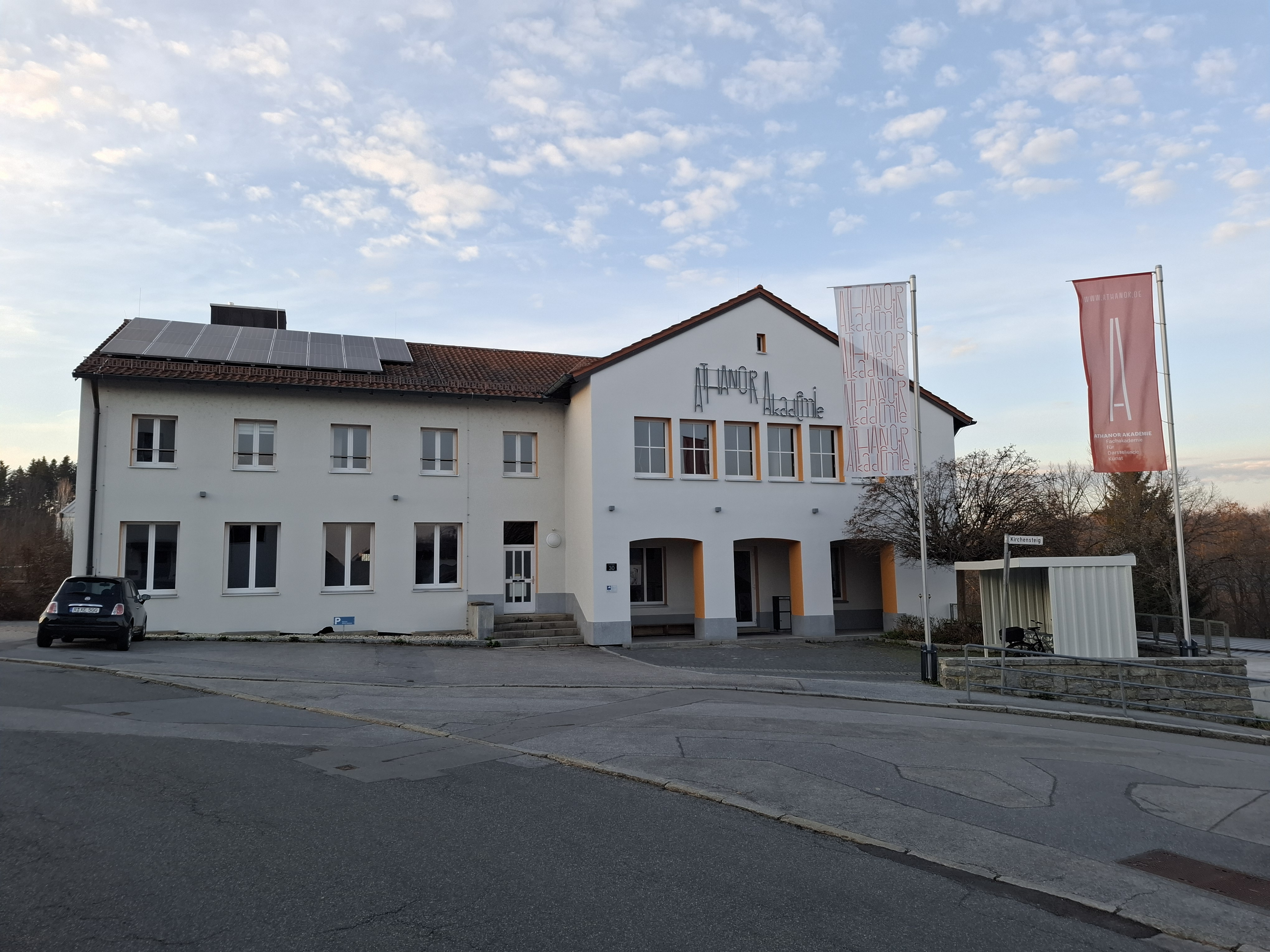
Gebäude in Grubweg.

Die Akademie wurde 1995 von David Esrig in Burghausen gegründet. Sie ist das Ergebnis der freien Theaterarbeit Esrigs in München, wo er mit dem Verein Athanor e. V. ein Aufbaustudium für Schauspieler im Beruf anbot. Die Akademie wurde ab 1995 staatlich genehmigt und ist seit 1999 staatlich anerkannt. In diesem Jahr schloss die erste Generation ihr Studium an der Akademie ab. Im Jahr 2014 zog die Akademie nach Passau um. Ab 1. August 2019 ist Sebastian Goller neuer Leiter der Akademie.
Der Namensgeber der Akademie ist Athanor, ein Ofen, der im Mittelalter von Alchemisten verwendet wurde. Die Athanor Akademie ist Mitglied im MedienCampus Bayern, dem Dachverband für die Medienaus- und -weiterbildung in Bayern sowie im Internationalen Theaterinstitut ITI.

## Bekannte Absolventen
- Simone Bartzick (* 1984), deutsche Schauspielerin
- Daniel Christensen (* 1978), deutsch-dänischer Schauspieler
- Alexandru Cirneala (* 1989), rumänischer Schauspieler
- Eva Eiselt (* 1975), deutsche Schauspielerin und Kabarettistin
- Michael Foerster (* 1972), deutscher Schauspieler und Produzent
- Delia Gyger (* 1987), Schweizer Schauspielerin
- Mirkus Hahn (* 1968), deutscher Schauspieler und Theaterregisseur
- Manuel Harder (* 1971), deutscher Schauspieler
- Julian Manuel (* 1979), deutscher Schauspieler und Synchronsprecher
- Gareth McGregor (* 1997), deutsch-amerikanischer Schauspieler
- Benigna Munsi (* 2002), deutsche Schauspielerin
- Dirk Simon (* 1968), deutsch-amerikanischer Schauspieler, Dokumentarfilmer, Regisseur und Filmproduzent
- Julia Urban (* 1972), deutsche Schauspielerin
- René Wedeward (* 1976), deutscher Schauspieler und Theaterpädagoge
- Sabrina White (* 1972), deutsch-amerikanische Komikerin, Fernseh- und Volksschauspielerin
- Malte Wirtz (* 1979), deutscher Regisseur und Autor